# HMS Prince of Wales (53)
El HMS Prince of Wales (53) va ser un cuirassat de la classe King George V  de la Royal Navy britànica, que participà en la Segona Guerra Mundial fins que es va enfonsar el desembre de 1941. Si bé va tenir una curta vida activa, aquesta va ser intensa, com que ajudà en la cacera del Bismarck i portà Churchill a la Conferència de Terranova; però poc després va ser enfonsat per bombarders japonesos amb base a terra a l'Extrem Orient el 1941, fet considerat com un dels successos que marcà el final de l'època en què els cuirassats eren considerats com a la classe predominant a la guerra naval.

## Història
Originàriament se sol·licità que fos batejat com a HMS King Edward VIII, en honor del nou rei, però aquest, preveient els possibles problemes que hi hauria durant el seu regnat per la seva relació amb Wallis Simpson, va fer modificar el nom pel de HMS Prince of Wales, i fou el setè vaixell de la Royal Navy en portar aquest nom.
L'entrada en servei d'aquest cuirassat es retardà a causa del fet que quan era gairebé acabat a les drassanes de Cammell Laird de Birkenhead, el 7 d'agost de 1940, una bomba alemanya explotà a prop del navili, i va obrir una escletxa de 9m a la cuirassa. Es van inundar diversos compartiments i el vaixell s'inclinava a babord. Encara que els danys foren menors, van retardar-ne la posada en servei.
Degut a les urgències de l'Almirallat, que determinà que seria necessari en cas que el Bismarck o el Tirpitz fossin desplegats, i que veia com el navili portava ja set mesos de retards per l'incident de la bomba durant la batalla d'Anglaterra, la construcció va ser accelerada, posposant diverses proves i assaigs. Finalment, l'HMS Prince of Wales va ser comissionat el 31 de març de 1941, sense que encara estigués acabat.

### A la cacera del Bismarck
El Prince of Wales ingressà al 2n Esquadró de Batalla, amb seu a Scapa Flow, i encara es treballava a l'interior quan, en companyia de l'HMS Hood salpà a la recerca del Bismarck el 22 de maig, sense que encara no estiguessin operatives dues de les tres torres de 356mm.
El 24 de maig, cap a les 05:30, la formació britànica establí contacte amb l'alemanya i va iniciar la batalla de l'estret de Dinamarca. L'aproximació es va fer a tota velocitat en forma de T, seguint les ordres del vicealmirall Holland, amb el Prince of Wales a popa i a estribord del Hood. Holland donà ordres de disparar la nau davantera, assumint que aquesta era el Bismarck, quan en realitat es tractava del Prinz Eugen.
Durant el confús combat, algunes fons indiquen que el Prince of Wales, tot i el problema que tenia amb les torres principals, va arribar a tocar el Bismarck amb 3 impactes de 356mm; d'altres fonts indiquen que només en van ser dos, i d'altres afirmen que no van ser els obusos del Prince of Wales els que van impactar al Bismarck, sinó que van ser els del Hood. Fos com fos, el fet va ser que el Bismarck va ser tocat, i que els danys produïts, tot i que en un primer moment van ser qualificats com a lleugers, tindrien una gran importància en el destí final del cuirassat alemany, ja que li feien deixar un rastre oliós que l'obligava a traslladar-se fins a Brest per sotmetre's a reparacions.
El Prince of Wales va rebre 7 impactes, 4 del Bismarck i 3 del Prinz Eugen. Després del combat, el cuirassat britànic trencà el contacte i es retirà avariat: la torre A es quedà atascada sense que pogués girar més de 5º i amb el polvorí inundat (si bé els britànics especificaren que aquests danys van ser deguts a errors de construcció, així com a la manca de calibratge i d'ajustament de les peces, i no al foc alemany), reconeixent que el Bismarck els havia danyat el buc, inundat el polvorí de la torre A, diversos compartiments i en poca estona havia carregat 600 tones d'aigua, un dels projectils impactà de ple a la sala de derrota, al costat del pont, matant 14 homes i deixant ferits els 4 supervivents.
Prova de la provisionalitat amb què havia entrat en servei és que 8 dels 10 canons principals havien quedat inutilitzats durant el combat per problemes mecànics. En finalitzar la batalla, el Prince of Wales estava en condició de "fora de combat", i era completament vulnerable a un atac combinat d'ambdues unitats alemanys, motiu pel qual estengué una cortina de fum i s'allunya del lloc.

### Serveis distingits
Des del 27 de maig i fins ben entrat juliol, el vaixell va estar en reparacions per solucionar els errors produïts per una ràpida construcció i una posada en servei a destemps, així com per reparar els danys soferts durant el combat. Es reintegrà el 16 de juny al servei actiu.

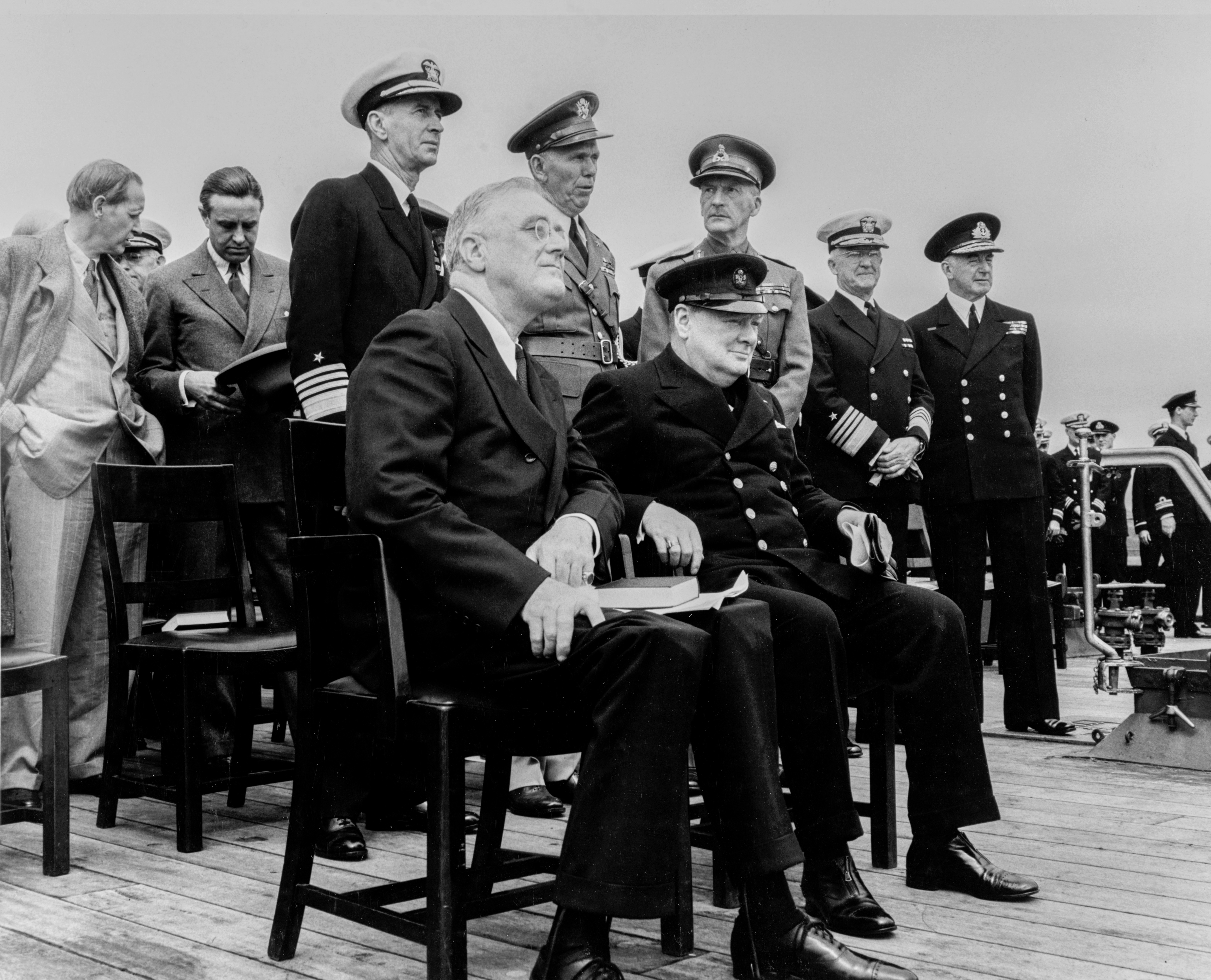
Roosevelt i Churchill a l'HMS Prince of Wales.

L'agost transportà al Primer Ministre Churchill fins a Badia Placentia, a Terranova (Canadà), per trobar-se amb el President dels Estats Units, Franklin D. Roosevelt.
El setembre va ser destinat a la Força H, amb seu a Gibraltar, amb companyia de l'HMS Nelson, e l'HMS Rodney i el portaavions HMS Ark Royal, participant en l'Operació Halberd (24 a 30 de setembre per a escortar un comboi a Malta. Durant la travessia, la flota anglesa va ser atacada en diverses ocasions per l'aviació italiana, i les peces antiaèries del Prince of Wales van abatre dos avions italians i un caça britànic de l'Ark Royal.

### Enfonsament de l'HMS Prince of Wales i de l'HMS Repulse
L'octubre va ser destinat a la recentment creada Força G, en substitució de l'HMS Nelson, l'HMS Rodney, així com dels antics classe Revenge, que es trobaven avariats o en manteniment, però no en condicions operatives.
Abandonà Anglaterra el 25 d'octubre per ja no tornar-hi mai més. Salpà de Clyde per anar fins a Singapur via Ciutat del Cap amb l'HMS Repulse. Arribà a Colombo el 28 de novembre i a Singapur el 2 de desembre de 1941, només uns dies abans de l'atac a Pearl Harbor.
El dia 8, l'anomenada Força Z salpà de Singapur, acompanyat de quatre destructors (HMS Electra, HMS Express, HMS Tenedos i el HMAS Vampire) per atacar una força d'invasió japonesa que desembarcava tropes a la costa oriental de Malaisia. Sense aconseguir albirar-la, i quan es disposaven a dirigir-se cap a Singapur, van ser descoberts per un submarí japonès no identificat el 9 de desembre, que en va assenyalar la posició.
El vicealmirall Kondo ordenà atacar les naus britàniques. A les 6:23 del 10 de desembre, després que dos avions de reconeixement s'enlairessin, van enlairar-se 9 bombarders Mitsubishi G3M Nell de la 22a Flotilla Aèria amb seu a Saigon, enquadrada a la 2a Flota Aèria del Contraalmirall Sadaichi.
L'Almirall Thomas Phillips, comandant de la Eastern Fleet, que ja es trobava de retorn a Singapur a bord de l'HMS Prince of Wales, donà ordre de canviar el rumb i dirigir-se a la costa de Kuantan, on segons havia estat informat estaven desembarcant les tropes japoneses.
Mentrestant, des de Saigón, a les 7:25, van enlairar-se 25 Mitsubishi G3M, seguits de 26 bombarders Mitsubishi G4M Betty, armats amb torpedes. A les 8:30 van enlairar-se 34 Mitsubishi G3M més, armats amb bombes. En total, 96 avions.
A les 11:18, els bombarders japonesos van localitzar la formació anglesa, procedint a llençar les seves bombes des de 3.500m d'alçada. A les 11:43, van atacar els avions torpediners, fraccionats en petits grups de 4 avions.
L'HMS Prince of Wales va rebre l'impacte de 2 torpedes a popa a la banda de babord a les 11:52. El buc patí una escletxa de 15m de llarg i 3 d'ample, encallat el timó destruint diversos llocs d'artilleria antiaèria. En poc temps, el cuirassat s'escorà 11º i la velocitat disminuí a 15 nusos. Aquests impactes resultaren fatals, perquè deixaren al vaixell amb els sistemes elèctrics i de govern danyats. Els danys del sistema elèctric van deixar inutilitzades totes les peces d'artilleria de 133mm llevat de dues, i el navili havia perdut la capacitat de maniobrar.
En poc temps van introduir-se al seu interior 18.000t d'aigua. Sabent que no tenia sortida, els japonesos van dirigir-se cap al Repulse, i a les 12:38 van tornar a atacar l'HMS Prince of Wales, que encaixà 4 torpedes pel costat d'estribord i una bomba que explotà sobre una torre de 133mm. Almenys, el Prince of Wales rebé una bomba i 6 torpedes, 2 per babord i 4 per estribord.
El vaixell, amb diversos incendis, quedà immòbil i començà a enfonsar-se, fins que a les 13:33 volcà i quedà uns moments amb la quilla al sol, per desaparèixer al mar.
Dels 1.612 tripulants en van resultar morts 327 (20 oficials, 280 mariners i 27 infants de marina), entre els quals es trobava l'Almirall Tom Phillips, comandant en cap de la Eastern Fleet i el capità John Leach, comandant del vaixell, que s'enfonsaren amb el cuirassat.

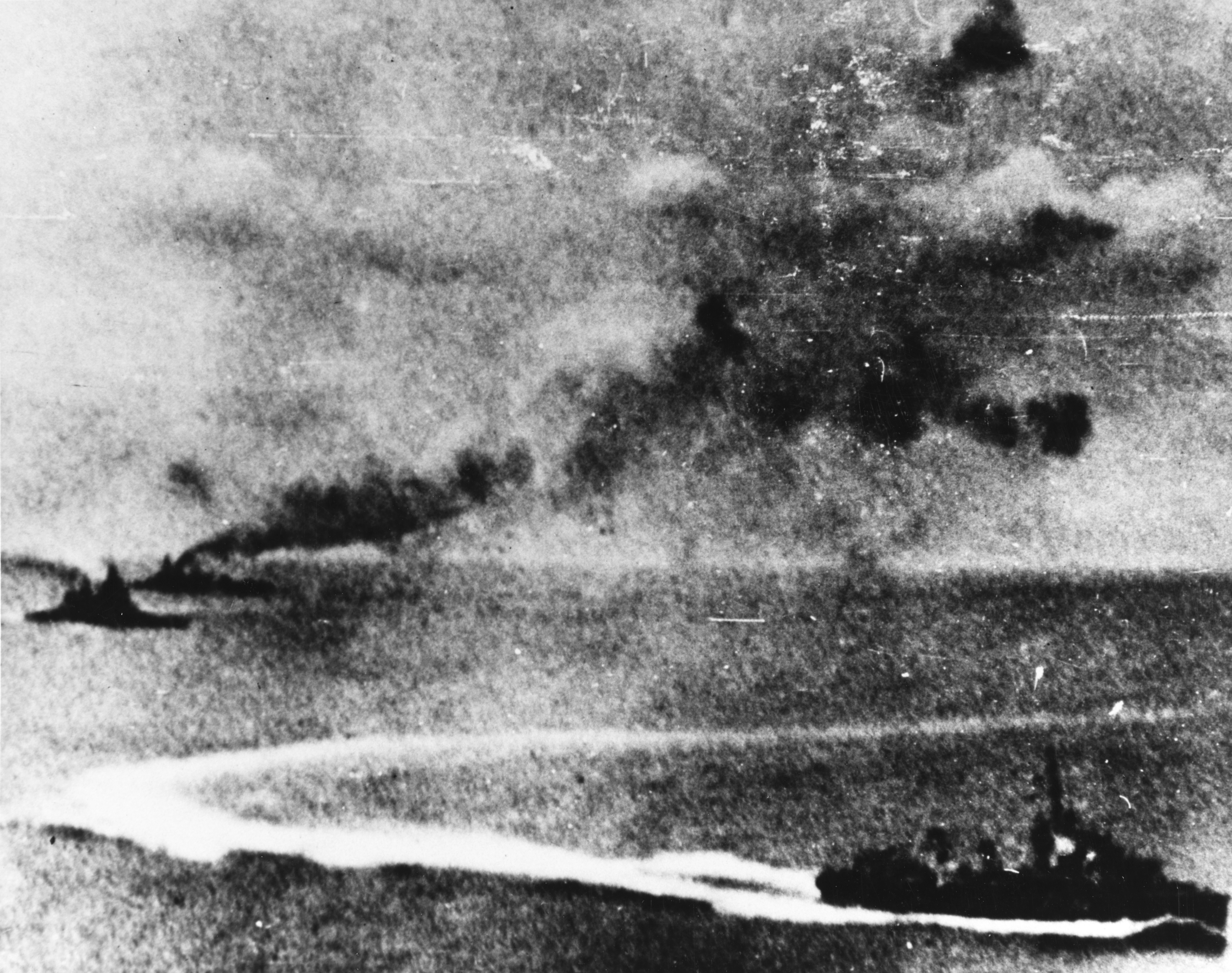
Enfonsament de l'HMS Prince of Wales i del Repulse'.

Les restes es troben a uns 50 metres de fondària, aproximadament en la posició 03° 33.6′ N, 104° 28.7′ E / 3.5600°N,104.4783°E, i està invertit. Una bandera britànica a una boia unida a un propulsor es renova periòdicament. El lloc va ser senyalat el 2001 com a lloc protegit, declarant-se'l com a cementiri militar.
El 1986, poc abans del 60è aniversari del seu enfonsament, es localitzà la campana de la nau, que fou rescatada pels bussos britànics Gavin Haywood i George McClure, amb la benedicció del Ministeri de Defensa britànic i de l'Associació dels Supervivents de la Força Z. Va ser restaurada i està exposada al Museu Marítim Mereyside de Liverpool.